# みやぎ亘理農業協同組合
みやぎ亘理農業協同組合（みやぎわたりのうぎょうきょうどうくみあい）は、宮城県亘理郡亘理町逢隈に本所を置いていた農業協同組合。愛称はJAみやぎ亘理。

## 概要
2015年末に宮城県農業協同組合中央会が、県内の14農協を3農協へ再編する方針を提示したことを受け、JAみやぎ亘理は、名取岩沼農協、みやぎ仙南、岩沼市農協と合併に向け検討を開始している。2025年4月1日付で仙台農協、岩沼市農協、名取岩沼農協が合併し、JA仙台を発足。

## 沿革
- 1997年（平成9年）4月1日 - 亘理郡内の当時の6JAが合併し、みやぎ亘理農業協同組合が発足。
- 2025年（令和7年）4月1日 - 岩沼市農協、名取岩沼農協とともに、仙台農業協同組合に吸収合併。本所は廃止されるが、本所と同居する逢隈支所が仙台農協の逢隈支店として営業継続され、他の支所も支店として営業を継続。